# داییا تونو
داییا تونو (ژاپنی: 遠野 大弥؛ زادهٔ ۱۴ مارس ۱۹۹۹) یک بازیکن فوتبال اهل ژاپن است.
از باشگاه‌هایی که در آن بازی کرده‌است می‌توان به باشگاه فوتبال آویسپا فوکوئوکا اشاره کرد.